# USタイガー攻撃隊
『USタイガー攻撃隊』（USタイガーこうげきたい、An Annapolis Story）は、1955年に公開されたドン・シーゲル監督によるアメリカ合衆国のドラマ映画である。出演はジョン・デレク、ダイアナ・リン、ケヴィン・マッカーシー。この映画は低予算で新興のアライド・アーティスツ・ピクチャーズ・コーポレーションによって製作された。

## キャスト
- ジョン・デレク
- ダイアナ・リン
- ケヴィン・マッカーシー